# Чемпіонат СРСР з футболу 1991 (вища ліга)
Сезон 1991 року у вищій лізі чемпіонату СРСР з футболу — 54-й і останній в історії турнір у вищому дивізіоні футбольної першості Радянського Союзу. Був розіграний з 10 березня по 2 листопада 1991 року, участь у змаганні брали 16 команд. Переможцем став московський ЦСКА (усьоме в історії).
Через відмову від участі у союзній першості двох грузинських команд, а згодом і вільнюського «Жальгіріса», у попередньому сезоні вищої ліги змагалися лише 13 команд. Тому до участі у турнірі вищої ліги 1991 року було долучено відразу три найкращих команди з першої ліги («Спартак» (Владикавказ), «Пахтакор» (Ташкент) та запорізький «Металург»), а також і четвертого за силою представника першої ліги — московський «Локомотив», який переміг у стикових матчах найслабшого представника елітного дивізіону команду «Ротор» (Волгоград).
| Чемпіон СРСР 1991       |
| ----------------------- |
| ЦСКА (Москва) 7-й титул |

## Підсумкова таблиця
| М  | Команда                    | І  | В  | Н  | П  | М     | О  | УЄФА | Наступного сезону      |
| -- | -------------------------- | -- | -- | -- | -- | ----- | -- | ---- | ---------------------- |
|    | ЦСКА (Москва)              | 30 | 17 | 9  | 4  | 57-32 | 43 | ЛЧ   | Вища ліга Росії        |
|    | «Спартак» (Москва)         | 30 | 17 | 7  | 6  | 57-30 | 41 | КК   | Вища ліга Росії        |
|    | «Торпедо» (Москва)         | 30 | 13 | 10 | 7  | 36-20 | 36 | КУ   | Вища ліга Росії        |
| 4  | «Чорноморець» (Одеса)      | 30 | 10 | 16 | 4  | 39-24 | 36 |      | Вища ліга України      |
| 5  | «Динамо» (Київ)            | 30 | 13 | 9  | 8  | 43-34 | 35 |      | Вища ліга України      |
| 6  | «Динамо» (Москва)          | 30 | 12 | 7  | 11 | 43-42 | 31 | КУ   | Вища ліга Росії        |
| 7  | «Арарат» (Єреван)          | 30 | 11 | 7  | 12 | 29-36 | 29 |      | Вища ліга Вірменії     |
| 8  | «Динамо» (Мінськ)          | 30 | 9  | 11 | 10 | 29-31 | 29 |      | Вища ліга Білорусі     |
| 9  | «Дніпро» (Дніпропетровськ) | 30 | 9  | 10 | 11 | 31-36 | 28 |      | Вища ліга України      |
| 10 | «Памір» (Душанбе)          | 30 | 7  | 13 | 10 | 28-32 | 27 |      | Вища ліга Таджикистану |
| 11 | «Спартак» (Владикавказ)    | 30 | 9  | 8  | 13 | 33-41 | 26 |      | Вища ліга Росії        |
| 12 | «Шахтар» (Донецьк)         | 30 | 6  | 14 | 10 | 33-41 | 26 |      | Вища ліга України      |
| 13 | «Металург» (Запоріжжя)     | 30 | 9  | 7  | 14 | 27-38 | 25 |      | Вища ліга України      |
| 14 | «Пахтакор» (Ташкент)       | 30 | 9  | 7  | 14 | 37-45 | 25 |      | Вища ліга Узбекистану  |
| 15 | «Металіст» (Харків)        | 30 | 8  | 9  | 13 | 32-43 | 25 |      | Вища ліга України      |
| 16 | «Локомотив» (Москва)       | 30 | 5  | 8  | 17 | 18-47 | 18 |      | Вища ліга Росії        |

## Бомбардири
18 — Ігор Коливанов («Динамо» М)
14 — Олег Саленко («Динамо» К), Ігор Шквирін («Пахтакор»)
13 — Олександр Мостовий («Спартак» М), Дмитро Радченко («Спартак» М), Назім Сулейманов («Спартак» Вл)
12 — Дмитро Кузнецов (ЦСКА)
10 — Ігор Корнєєв (ЦСКА), Андрій П'ятницький («Пахтакор»)

## Ігри, голи
У чемпіонаті брали участь шість українських команд. Нижче наведений список гравців, які виходили на поле і забивали м'ячі у ворота суперників.
«Чорноморець»
- Головний тренер — Прокопенко Віктор Євгенович
- Начальник команди — Лещук В'ячеслав Михайлович

| Гравець                         | Дата народження | Ігри     | Голи     |
| Воротарі                        | Воротарі        | Воротарі | Воротарі |
| ------------------------------- | --------------- | -------- | -------- |
| Гришко Віктор Васильович        | 02.11.61        | 30       | 24п      |
| Суслов Олег Анатолійович        | 02.01.69        | 1        | 0        |
| Захисники                       |                 |          |          |
| Телесненко Андрій Васильович    | 12.04.66        | 29       | 2        |
| Спіцин Олександр Сергійович     | 22.08.63        | 27       | 2        |
| Третяк Сергій Володимирович     | 07.09.63        | 27       | 1        |
| Сак Юрій Миколайович            | 03.01.67        | 26       | 7        |
| Куліш Юрій Петрович             | 22.08.63        | 14       | 1        |
| Дем'яненко Дмитро Володимирович | 11.06.69        | 14       | 0        |
| Півзахисники                    |                 |          |          |
| Цимбалар Ілля Володимирович     | 17.06.69        | 30       | 4        |
| Никифоров Юрій Валерійович      | 16.09.70        | 30       | 2        |
| Кошелюк Олег Борисович          | 07.09.69        | 29       | 6        |
| Савельєв Ігор Володимирович     | 18.09.62        | 28       | 3        |
| Шелепницький Юрій Григорович    | 18.01.65        | 24       | 2        |
| Нападники                       |                 |          |          |
| Гецко Іван Михайлович           | 06.04.68        | 26       | 5        |
| Щербаков Олександр Іванович     | 31.07.60        | 26       | 3        |
| Зінич Володимир Миколайович     | 27.09.68        | 13       | 1        |
| Піндєєв Олександр Валерійович   | 13.03.70        | 4        | 0        |
| Гусєв Сергій Євгенійович        | 01.07.67        | 3        | 0        |
| Мочуляк Олег Леонідович         | 27.09.74        | 3        | 0        |

«Динамо» (Київ)
- Головний тренер — Пузач Анатолій Кирилович
- Начальник команди — Веремєєв Володимир Григорович

| Гравець                                | Дата народження | Ігри     | Голи     |
| Воротарі                               | Воротарі        | Воротарі | Воротарі |
| -------------------------------------- | --------------- | -------- | -------- |
| Кутепов Ігор Миколайович               | 17.12.65        | 27       | 26п      |
| Жидков Олександр Віталійович           | 16.03.65        | 3        | 5п       |
| Мартінкенас Вальдемарас                | 10.03.65        | 2        | 3п       |
| Захисники                              |                 |          |          |
| Лужний Олег Романович                  | 05.08.68        | 28       | 0        |
| Мороз Юрій Леонтійович                 | 08.08.70        | 27       | 1        |
| Шматоваленко Сергій Сергійович         | 29.01.67        | 24       | 2        |
| Цвейба Ахрік Сократович                | 10.09.66        | 24       | 1        |
| Деркач Борис Юрійович                  | 14.01.64        | 20       | 3        |
| Алексаненков Андрій Миколайович        | 27.03.69        | 13       | 0        |
| Анненков Андрій Михайлович             | 21.01.69        | 12       | 0        |
| Півзахисники                           |                 |          |          |
| Беца Степан Степанович                 | 29.06.70        | 29       | 1        |
| Заєць Сергій Анатолійович              | 18.08.69        | 25       | 3        |
| Ковалець Сергій Іванович               | 05.09.68        | 23       | 5        |
| Мороз Віктор Васильович                | 10.01.68        | 22       | 0        |
| Юрченко Микола Миколайович (футболіст) | 31.03.66        | 18       | 1        |
| Шаран Володимир Богданович             | 18.09.71        | 11       | 2        |
| Яковенко Павло Олександрович           | 19.12.64        | 3        | 0        |
| Нападники                              |                 |          |          |
| Саленко Олег Анатолійович              | 25.10.69        | 28       | 14       |
| Юран Сергій Миколайович                | 11.06.69        | 18       | 6        |
| Матвєєв Олег Юрійович                  | 18.08.70        | 13       | 0        |
| Грицина Юрій Васильович                | 15.06.71        | 10       | 1        |

«Дніпро»
- Головний тренер — Кучеревський Євген Мефодійович
- Начальник команди — Маслов Віктор Борисович

| Гравець                         | Дата народження | Ігри     | Голи     |
| Воротарі                        | Воротарі        | Воротарі | Воротарі |
| ------------------------------- | --------------- | -------- | -------- |
| Городов Валерій Васильович      | 14.02.61        | 30       | 33п      |
| Краковський Сергій Вікторович   | 11.08.60        | 1        | 3п       |
| Захисники                       |                 |          |          |
| Сидельников Андрій Анатолійович | 27.09.67        | 29       | 3        |
| Беженар Сергій Миколайович      | 09.08.70        | 28       | 3        |
| Горілий Володимир Іванович      | 11.10.65        | 18       | 0        |
| Мамчур Сергій Миколайович       | 03.02.72        | 16       | 0        |
| Бенько Олег Іванович            | 21.10.69        | 9        | 0        |
| Дірявка Сергій Георгійович      | 18.04.71        | 7        | 0        |
| Яровенко Євген Вікторович       | 17.08.62        | 6        | 0        |
| Козар Геннадій Васильович       | 25.09.71        | 5        | 0        |
| Сорокалет Олександр Іванович    | 16.04.57        | 1        | 0        |
| Півзахисники                    |                 |          |          |
| Кудрицький Микола Іванович      | 06.10.62        | 28       | 5        |
| Юдін Андрій Вікторович          | 28.06.67        | 27       | 2        |
| Тищенко Вадим Миколайович       | 24.03.63        | 23       | 2        |
| Багмут Володимир Миколайович    | 21.02.62        | 23       | 1        |
| Сасько Олексій Вікторович       | 17.10.70        | 22       | 0        |
| Михайленко Дмитро Станіславович | 13.07.73        | 9        | 1        |
| Омельчук Олександр Макарович    | 22.09.70        | 6        | 0        |
| Похлебаєв Євген Васильович      | 25.11.71        | 5        | 0        |
| Бондарчук Василь Васильович     | 12.01.65        | 2        | 0        |
| Захаров Олександр Вікторович    | 11.08.69        | 2        | 0        |
| Полунін Андрій Вікторович       | 05.03.71        | 2        | 0        |
| Оголюк Олександр Сергійович     | 14.09.73        | 1        | 0        |
| Нападники                       |                 |          |          |
| Лебідь Володимир Анатолійович   | 17.08.73        | 17       | 6        |
| Сон Едуард Васильович           | 18.08.64        | 17       | 3        |
| Москвін Валентин Артурович      | 08.01.68        | 14       | 2        |
| Шахов Євген Сергійович          | 06.07.62        | 14       | 2        |
| Петров Юрій Анатолійович        | 18.07.74        | 14       | 1        |
| Коновалов Сергій Борисович      | 01.03.72        | 10       | 0        |
| Паляниця Олександр Віталійович  | 29.02.72        | 1        | 0        |

«Шахтар»
- Головний тренер — Яремченко Валерій Іванович

| Гравець                        | Дата народження | Ігри     | Голи     |
| Воротарі                       | Воротарі        | Воротарі | Воротарі |
| ------------------------------ | --------------- | -------- | -------- |
| Ковтун Андрій Олександрович    | 28.02.68        | 29       | 39п      |
| Шутков Дмитро Анатолійович     | 03.04.72        | 1        | 0        |
| Васютик Володимир Богданович   | 24.03.70        | 1        | 2п       |
| Захисники                      |                 |          |          |
| Ященко Сергій Володимирович    | 25.06.59        | 30       | 0        |
| Євсєєв Василь Аркадійович      | 30.08.62        | 29       | 1        |
| Драгунов Євген Іванович        | 13.02.64        | 27       | 1        |
| Корнієць Ігор Васильович       | 14.07.67        | 24       | 0        |
| Мазур Василь Миколайович       | 23.05.70        | 18       | 0        |
| Мартюк Олександр Леонідович    | 24.07.72        | 2        | 0        |
| Півзахисники                   |                 |          |          |
| Погодін Сергій Анатолійович    | 29.04.68        | 29       | 2        |
| Стельмах Михайло Андрійович    | 29.04.66        | 28       | 0        |
| Леонов Ігор Іванович           | 14.09.67        | 24       | 4        |
| Онопко Віктор Савелійович      | 14.10.69        | 24       | 1        |
| Петров Ігор Григорович         | 30.01.64        | 23       | 5        |
| Столовицький Ігор Михайлович   | 29.08.69        | 14       | 2        |
| Канчельскіс Андрій Антанасович | 23.01.69        | 5        | 1        |
| Барабаш Олександр Іванович     | 18.01.71        | 4        | 0        |
| Онопко Сергій Савелійович      | 28.10.73        | 1        | 0        |
| Нападники                      |                 |          |          |
| Кобозєв Олексій Володимирович  | 13.04.67        | 29       | 7        |
| Щербаков Сергій Геннадійович   | 15.08.71        | 20       | 7        |
| Ателькін Сергій Валерійович    | 08.01.72        | 15       | 0        |
| Ребров Сергій Станіславович    | 03.06.74        | 7        | 2        |

«Металург»
- Головний тренер — Надєїн Ігор Олександрович
- Начальник команди — Жиздик Геннадій Опанасович

| Гравець                          | Дата народження | Ігри     | Голи     |
| Воротарі                         | Воротарі        | Воротарі | Воротарі |
| -------------------------------- | --------------- | -------- | -------- |
| Сивуха Юрій Петрович             | 13.01.58        | 22       | 25п      |
| Моісеєв Ігор Олександрович       | 16.05.64        | 8        | 13п      |
| Захисники                        |                 |          |          |
| Пучков Сергій Валентинович       | 17.04.62        | 29       | 4        |
| Скрипник Віктор Анатолійович     | 19.11.69        | 25       | 0        |
| Гуйганов Олександр Михайлович    | 20.08.62        | 16       | 0        |
| Ярмолич Сергій Федорович         | 27.11.63        | 16       | 0        |
| Маркін Юрій Володимирович        | 19.01.71        | 10       | 0        |
| Кузнецов Сергій Васильович       | 01.01.63        | 9        | 1        |
| Башкиров Сергій Геннадійович     | 11.03.59        | 8        | 0        |
| Бондаренко Олександр Миколайович | 29.06.66        | 7        | 0        |
| Сорокалет Олександр Іванович     | 16.04.57        | 4        | 0        |
| Півзахисники                     |                 |          |          |
| Наконечний Ігор Анатолійович     | 23.02.60        | 30       | 2        |
| Волгін Сергій Васильович         | 05.05.60        | 28       | 4        |
| Дудник Юрій Володимирович        | 26.09.68        | 28       | 3        |
| Вернидуб Юрій Миколайович        | 22.01.66        | 27       | 4        |
| Богатирьов Олександр Леонідович  | 06.03.63        | 16       | 1        |
| Єрьомін Володимир Юрійович       | 18.12.65        | 12       | 1        |
| Шкапенко Павло Леонідович        | 16.12.72        | 7        | 0        |
| Ткачук Валерій Андрійович        | 18.09.63        | 3        | 0        |
| Лучкевич Ігор Валерійович        | 19.11.73        | 1        | 0        |
| Нападники                        |                 |          |          |
| Заєць Олександр Леонідович       | 23.03.62        | 27       | 5        |
| Сторчак Василь Валерійович       | 21.06.65        | 20       | 1        |
| Гусейнов Тимерлан Рустамович     | 24.01.68        | 14       | 0        |
| Таран Олег Анатолійович          | 11.01.60        | 12       | 0        |
| Головань Олег Михайлович         | 21.09.71        | 9        | 1        |

«Металіст»
- Головний тренер — Ткаченко Леонід Іванович
- Начальник команди — Шподарунок Роман Павлович

| Гравець                       | Дата народження | Ігри     | Голи     |
| Воротарі                      | Воротарі        | Воротарі | Воротарі |
| ----------------------------- | --------------- | -------- | -------- |
| Дудка Валерій Олександрович   | 01.10.64        | 22       | 31п      |
| Помазун Олександр Васильович  | 11.10.71        | 7        | 11п      |
| Стороженко Олег Володимирович | 12.03.72        | 1        | 1п       |
| Захисники                     |                 |          |          |
| Панчишин Іван Миколайович     | 15.06.61        | 27       | 0        |
| Пець Роман Васильович         | 21.06.69        | 25       | 0        |
| Касторний Олег Вікторович     | 29.08.70        | 20       | 0        |
| Синицький Олег Васильович     | 29.04.68        | 17       | 1        |
| Яловський Віктор Михайлович   | 01.08.65        | 16       | 0        |
| Колоколов Руслан Миколайович  | 11.03.66        | 15       | 0        |
| Ланцфер Ярослав Йосипович     | 28.10.66        | 14       | 0        |
| Півзахисники                  |                 |          |          |
| Медвідь В'ячеслав Йосипович   | 28.08.65        | 26       | 2        |
| Ралюченко Сергій Петрович     | 13.11.62        | 21       | 1        |
| Хомуха Дмитро Іванович        | 23.08.69        | 20       | 0        |
| Деревинський Олег Михайлович  | 17.07.66        | 20       | 0        |
| Шулятицький Юрій Йосипович    | 11.08.70        | 17       | 0        |
| Кандауров Сергій Вікторович   | 02.12.72        | 16       | 3        |
| Іванов Олександр Михайлович   | 23.11.65        | 2        | 1        |
| Назаров Євген Миколайович     | 23.01.72        | 2        | 0        |
| Нападники                     |                 |          |          |
| Призетко Олександр Сергійович | 31.01.71        | 26       | 8        |
| Аджоєв Гурам Захарович        | 18.10.61        | 24       | 6        |
| Яблонський Віктор Вікторович  | 06.01.70        | 17       | 3        |
| Колесник Вадим Леонідович     | 12.03.67        | 9        | 3        |
| Скаченко Сергій Вікторович    | 18.11.72        | 9        | 2        |
| Ніченко Ігор Григорович       | 18.04.71        | 8        | 0        |
| Єсипов Олександр Геннадійович | 14.10.65        | 5        | 0        |
| Тарасов Юрій Іванович         | 05.01.60        | 4        | 1        |
| Шинкарьов Андрій Вікторович   | 20.04.70        | 2        | 0        |

## Рекордсмени
Список гравців, які провели у складі команд-учасниць найбільше матчів і забили найбільше голів.
| Команда                 | Найбільше матчів                 | Найбільше матчів | Бомбардир            | Бомбардир |
| Команда                 | Гравець                          | Ігри             | Гравець              | Голи      |
| ----------------------- | -------------------------------- | ---------------- | -------------------- | --------- |
| ЦСКА (Москва)           | Володимир Федотов                | 382              | Григорій Федотов     | 124       |
| «Спартак» (Москва)      | Ігор Нетто                       | 367              | Микита Симонян       | 133       |
| «Торпедо» (Москва)      | Віктор Шустиков                  | 427              | Валентин Іванов      | 125       |
| «Чорноморець» (Одеса)   | Володимир Плоскина               | 371              | Володимир Плоскина   | 51        |
| «Динамо» (Київ)         | Олег Блохін                      | 432              | Олег Блохін          | 211       |
| «Динамо» (Москва)       | Олександр Новіков                | 327              | Сергій Соловйов      | 127       |
| «Арарат» (Єреван)       | Сергій Бондаренко                | 392              | Хорен Оганесян       | 93        |
| «Динамо» (Мінськ)       | Сергій Гоцманов                  | 289              | Едуард Малофєєв      | 100       |
| «Дніпро» (Дніпро)       | Володимир Лютий                  | 226              | Олег Протасов        | 95        |
| «Памір» (Душанбе)       | Андрій Мананников Юрій Батуренко | 80               | Мухсин Мухамадієв    | 22        |
| «Спартак» (Владикавказ) | Ігор Зазроєв                     | 32               | Назім Сулейманов     | 13        |
| «Шахтар» (Донецьк)      | Михайло Соколовський             | 400              | Михайло Соколовський | 87        |
| «Металург» (Запоріжжя)  | Ігор Наконечний                  | 30               | Олександр Заєць      | 5         |
| «Пахтакор» (Ташкент)    | Берадор Абдураїмов               | 301              | Геннадій Красницький | 102       |
| «Металіст» (Харків)     | Юрій Тарасов                     | 213              | Юрій Тарасов         | 61        |
| «Локомотив» (Москва)    | Валентин Бубукін                 | 232              | Віктор Соколов       | 81        |